# Athetis exquisita
Athetis exquisita là một loài bướm đêm trong họ Noctuidae.